# Wildwasserrennsport-Weltmeisterschaften 2018
Die 31. Kanu-Wildwasserrennsport-Weltmeisterschaften fanden vom 30. Mai bis 3. Juni 2018 statt. Sie wurden im schweizerischen Muotathal auf der Muota ausgetragen. Erfolgreichste Nation war Tschechien, nicht zuletzt durch die erfolgreichste Athletin dieser Meisterschaften, Martina Satková, die fünf Gold-, eine Silber- und eine Bronzemedaille gewann.

## Nationenwertung Gesamt
| Platz  | Land        | Gold | Silber | Bronze | Gesamt |
| ------ | ----------- | ---- | ------ | ------ | ------ |
| 1      | Tschechien  | 8    | 5      | 3      | 16     |
| 2      | Frankreich  | 5    | 9      | 7      | 21     |
| 3      | Slowenien   | 4    | 1      | 1      | 6      |
| 4      | Italien     | 2    | 2      | 1      | 5      |
| 5      | Deutschland | –    | 2      | 5      | 7      |
| 6      | Schweiz     | –    | –      | 2      | 2      |
| Gesamt | Gesamt      | 19   | 19     | 19     | 57     |

Im Einzelnen wurden folgende Ergebnisse erzielt.

## Classic
Die Classic-Wettbewerbe fanden am 2. und 3. Juni statt.

### Nationenwertung Classic
| Platz  | Land        | Gold | Silber | Bronze | Gesamt |
| ------ | ----------- | ---- | ------ | ------ | ------ |
| 1      | Tschechien  | 6    | 2      | 1      | 9      |
| 2      | Frankreich  | 3    | 5      | 5      | 13     |
| 3      | Italien     | 1    | 2      | 1      | 4      |
| 4      | Slowenien   | 1    | –      | –      | 1      |
| 5      | Deutschland | –    | 2      | 2      | 4      |
| 6      | Schweiz     | –    | –      | 2      | 2      |
| Gesamt | Gesamt      | 11   | 11     | 11     | 33     |

### Einzelwettbewerbe

#### Einer-Kajak Männer
| Platz | Sportler                            | Land        | Zeit          |
| ----- | ----------------------------------- | ----------- | ------------- |
| 1     | Simon Oven                          | Slowenien   | 11:56,93 Min. |
| 2     | Paul Jean                           | Frankreich  | 12:01,11 Min. |
| 3     | Paul Graton                         | Frankreich  | 12:03,73 Min. |
| –     | –                                   | –           | –             |
| 6     | Finn Hartstein (Hamburg/Düsseldorf) | Deutschland | 12:11,37 Min. |
| 13    | Nico Paufler (Rosenheim)            | Deutschland | 12:26,06 Min. |
| 21    | Björn Beerschwenger (Köln)          | Deutschland | 12:31,58 Min. |
| 39    | Björn Barthel (Ludwigshafen)        | Deutschland | 12:32,89 Min. |

#### Einer-Kajak Frauen
| Platz | Sportler                          | Land        | Zeit          |
| ----- | --------------------------------- | ----------- | ------------- |
| 1     | Martina Satková                   | Tschechien  | 12:42,07 Min. |
| 2     | Manon Hostens                     | Frankreich  | 12:59,40 Min. |
| 3     | Melanie Mathys                    | Schweiz     | 13:04,41 Min. |
| –     | –                                 | –           | –             |
| 11    | Alke Overbeck (Braunschweig)      | Deutschland | 13:16,38 Min. |
| 13    | Sabine Füsser (Augsburg/Siegburg) | Deutschland | 13:24,60 Min. |
| 14    | Lisa Köstle (Rosenheim)           | Deutschland | 13:33,02 Min. |
| 16    | Jil-Sophie Eckert (Fulda/Hamburg) | Deutschland | 13:40,07 Min. |

#### Einer-Canadier Männer
| Platz | Sportler                                  | Land        | Zeit          |
| ----- | ----------------------------------------- | ----------- | ------------- |
| 1     | Ondřej Rolenc                             | Tschechien  | 13:00,57 Min. |
| 2     | Louis Lapointe                            | Frankreich  | 13:09,63 Min. |
| 3     | Marek Rygel                               | Tschechien  | 13:16,11 Min. |
| –     | –                                         | –           | –             |
| 7     | Normen Weber (Augsburg/Brühl (Rheinland)) | Deutschland | 13:20,53 Min. |
| 10    | Tim Heilinger (Köln)                      | Deutschland | 13:25,16 Min. |
| 12    | Janosch Sülzer (Brühl (Rheinland))        | Deutschland | 13:25,96 Min. |
| 17    | Ole Schwarz (Bonn)                        | Deutschland | 13:44,75 Min. |

#### Einer-Canadier Frauen
| Platz | Sportler        | Land        | Zeit          |
| ----- | --------------- | ----------- | ------------- |
| 1     | Martina Satková | Tschechien  | 13:45,37 Min. |
| 2     | Cecilia Panato  | Italien     | 13:57,15 Min. |
| 3     | Maren Lutz      | Deutschland | 14:14,44 Min. |

#### Zweier-Canadier Männer
| Platz | Sportler                                  | Land        | Zeit          |
| ----- | ----------------------------------------- | ----------- | ------------- |
| 1     | Q. Dazeur / S. Santamaria                 | Frankreich  | 12:17,02 Min. |
| 2     | T. Debray / L. Lapointe                   | Frankreich  | 12:22,59 Min. |
| 3     | A. Gourjault / L. Pazat                   | Frankreich  | 12:34,72 Min. |
| –     | –                                         | –           | –             |
| 6     | Ole Schwarz / Janosch Sülzer (Bonn/Brühl) | Deutschland | 12:41,55 Min. |

#### Zweier-Canadier Frauen
| Platz | Sportler                                | Land        | Zeit          |
| ----- | --------------------------------------- | ----------- | ------------- |
| 1     | A. Panato / C. Panato                   | Italien     | 13:37,20 Min. |
| 2     | Verena Sülzer / Maren Lutz (Brühl/Köln) | Deutschland | 13:52,44 Min. |
| 3     | H. Raguenes / M. Beziat                 | Frankreich  | 14:00,45 Min. |

### Nationenwertung Classic-Einzel
| Platz  | Land        | Gold | Silber | Bronze | Gesamt |
| ------ | ----------- | ---- | ------ | ------ | ------ |
| 1      | Tschechien  | 3    | –      | 1      | 4      |
|        | Frankreich  | 1    | 4      | 3      | 8      |
| 3      | Italien     | 1    | 1      | –      | 2      |
| 4      | Slowenien   | 1    | –      | –      | 1      |
| 5      | Deutschland | –    | 1      | 1      | 2      |
| 6      | Schweiz     | –    | –      | 1      | –      |
| 7      | Schweiz     | –    | –      | 1      | 1      |
| Gesamt | Gesamt      | 6    | 6      | 6      | 18     |

### Teamwettbewerbe

#### Kajak-Einer Männer
| Platz | Land        | Sportler                                            | Zeit           |
| ----- | ----------- | --------------------------------------------------- | -------------- |
| 1     | Frankreich  | Paul Graton / Paul Jean / Maxence Barouh            | 12:23,50 Min.  |
| 2     | Tschechien  | Adam Satke / Filip Hric / Karel Slepica             | 12:23,957 Min. |
| 3     | Deutschland | Finn Hartstein / Björn Beerschwenger / Nico Paufler | 12:24,30 Min.  |

#### Kajak-Einer Frauen
| Platz | Land        | Sportler                                              | Zeit          |
| ----- | ----------- | ----------------------------------------------------- | ------------- |
| 1     | Tschechien  | Anezka Paloudova / Barbora Dimovova / Martina Satková | 13:09,49 Min. |
| 2     | Frankreich  | Claire Bren / Charlène Le Corvasier / Manon Hostens   | 13:18,55 Min. |
| 3     | Schweiz     | Melanie Mathys / Hammah Müller / Sabine Eichenberger  | 13:31,36 Min. |
| 4     | Deutschland | Alke Overbeck / Lisa Köstle / Sabine Füßer            | 13:31,39 Min. |

#### Einer-Canadier Männer
| Platz | Land        | Sportler                                       | Zeit          |
| ----- | ----------- | ---------------------------------------------- | ------------- |
| 1     | Tschechien  | Ondřej Rolenc / Marek Rygel / Antonin Hales    | 13:14,88 Min. |
| 2     | Deutschland | Tim Heilinger / Normen Weber / Janosch Sülzer  | 13:18,47 Min. |
| 3     | Frankreich  | Nicolas Sauteur / Tony Debray / Louis Lapointe | 15:25,18 Min. |

#### Einer-Canadier Frauen
| Platz | Land       | Sportler                                           | Zeit          |
| ----- | ---------- | -------------------------------------------------- | ------------- |
| 1     | Tschechien | Martina Satková / Anezka Paloudova / Marie Nemcova | 14:27,91 Min. |
| 2     | Italien    | Alice Panato / Cecilia Panato / Marlene Ricciardi  | 14:44,27 Min. |
| 3     | Frankreich | Margot Beziat / Helene Raguenes / Claire Haab      | 14:48,29 Min. |

#### Zweier-Canadier Männer
| Platz | Land       | Sportler                                                                         | Zeit             |
| ----- | ---------- | -------------------------------------------------------------------------------- | ---------------- |
| 1     | Frankreich | A. Gourjault/L. Pazat / S. Santamaria/Q. Dazeur / T. Debray/L. Lapointe          | 12:42,23 Min.    |
| 2     | Tschechien | M. Rygel/P. Vesely / D. Suchanek/O. Rolenc / F. Jelinek/V. Kristek               | 12:58,39,02 Min. |
| 3     | Italien    | F. Urbani/V. Panato / D. Maccagnan/M. Quintarelli / G. Dell'Agostino/A. Bernardi | 13:57,25 Min.    |

### Nationenwertung Classic-Mannschaft
| Platz  | Land        | Gold | Silber | Bronze | Gesamt |
| ------ | ----------- | ---- | ------ | ------ | ------ |
| 1      | Tschechien  | 3    | 2      | –      | 5      |
| 2      | Frankreich  | 2    | 1      | 2      | 5      |
| 3      | Deutschland | –    | 1      | 1      | 2      |
|        | Italien     | –    | 1      | 1      | 2      |
| 5      | Schweiz     | –    | –      | 1      | 1      |
| Gesamt | Gesamt      | 5    | 5      | 5      | 15     |

## Sprint

### Nationenwertung Sprint
| Platz  | Land        | Gold | Silber | Bronze | Gesamt |
| ------ | ----------- | ---- | ------ | ------ | ------ |
| 1      | Slowenien   | 3    | 1      | 1      | 5      |
| 2      | Frankreich  | 2    | 4      | 2      | 8      |
| 3      | Tschechien  | 2    | 3      | 2      | 7      |
| 4      | Italien     | 1    | –      | –      | 1      |
| 5      | Deutschland | –    | –      | 3      | 3      |
| Gesamt | Gesamt      | 8    | 8      | 8      | 24     |

### Einzelwettbewerbe

#### Einer-Kajak Männer
| Platz | Land                                | Sportler    | Zeit       |
| ----- | ----------------------------------- | ----------- | ---------- |
| 1     | Nejc Žnidarčič                      | Slowenien   | 64,24 Sek. |
| 2     | Vid Debeljak                        | Slowenien   | 66,00 Sek. |
| 3     | Anza Urankar                        | Slowenien   | 66,03 Sek. |
| –     | –                                   | –           | –          |
| 5     | Finn Hartstein (Hamburg/Düsseldorf) | Deutschland | 68,46 Sek. |
| 9     | Björn Beerschwenger (Köln)          | Deutschland | 68,64 Sek. |
| 10    | Björn Barthel (Ludwigshafen)        | Deutschland | 69,08 Sek. |
| 36    | Nico Paufler (Rosenheim)            | Deutschland |            |

#### Einer-Kajak Frauen
| Platz | Land                              | Sportler    | Zeit       |
| ----- | --------------------------------- | ----------- | ---------- |
| 1     | Manon Hostens                     | Frankreich  | 72,36 Sek. |
| 2     | Martina Satková                   | Tschechien  | 73,15 Min. |
| 3     | Claire Bren                       | Frankreich  | 73,47 Sek. |
| –     | –                                 | –           | –          |
| 7     | Jil-Sophie Eckert (Fulda/Hamburg) | Deutschland | 75,05 Sek. |
| 8     | Alke Overbeck (Braunschweig)      | Deutschland | 75,28 Sek. |
| 10    | Sabine Füßer (Augsburg/Siegburg)  | Deutschland | 75,58 Sek. |
| 14    | Lisa Köstle (Rosenheim)           | Deutschland |            |

#### Einer-Canadier Männer
| Platz | Land                                      | Sportler    | Zeit       |
| ----- | ----------------------------------------- | ----------- | ---------- |
| 1     | Blaz Cof                                  | Slowenien   | 71,34 Sek. |
| 2     | Marek Rygel                               | Tschechien  | 71,94 Sek. |
| 3     | Ondřej Rolenc                             | Tschechien  | 72,05 Sek. |
| –     | –                                         | –           | –          |
| 9     | Normen Weber (Augsburg/Brühl (Rheinland)) | Deutschland | 73,69 Sek. |
| 12    | Janosch Sülzer (Brühl (Rheinland))        | Deutschland | 75,18 Sek. |
| 18    | Ole Schwarz (Bonn)                        | Deutschland |            |
| 29    | Tim Heilinger (Köln)                      | Deutschland |            |

#### Einer-Canadier Frauen
| Platz | Land              | Sportler    | Zeit       |
| ----- | ----------------- | ----------- | ---------- |
| 1     | Cecilia Panato    | Italien     | 79,89 Sek. |
| 2     | Marie Nemcova     | Tschechien  | 80,14 Sek. |
| 3     | Martina Satková   | Tschechien  | 80,26 Sek. |
| –     | –                 | –           | –          |
| 6     | Maren Lutz (Köln) | Deutschland | 70,52 Sek. |

#### Zweier-Canadier Männer
| Platz | Land                                      | Sportler    | Zeit       |
| ----- | ----------------------------------------- | ----------- | ---------- |
| 1     | Quentin Dazeur / Stephane Santamaria      | Frankreich  | 68,43 Sek. |
| 2     | Ancelin Gourjault / Lucas Pazat           | Frankreich  | 69,88 Sek. |
| 3     | Tony Debray / Louis Lapointe              | Frankreich  | 70,22 Sek. |
| –     | –                                         | –           | –          |
| 8     | Janosch Sülzer / Ole Schwarz (Brühl/Bonn) | Deutschland | 72,20 Sek. |

### Nationenwertung Sprint-Einzel
| Platz  | Land       | Gold | Silber | Bronze | Gesamt |
| ------ | ---------- | ---- | ------ | ------ | ------ |
| 1      | Frankreich | 2    | 1      | 2      | 5      |
| 2      | Slowenien  | 2    | 1      | 1      | 4      |
| 3      | Italien    | 1    | –      | –      | 1      |
| 4      | Tschechien | –    | 3      | 2      | 5      |
| Gesamt | Gesamt     | 5    | 5      | 5      | 15     |

### Teamwettbewerbe

#### Einer-Kajak Männer
| Platz | Land        | Sportler                                     | Zeit       |
| ----- | ----------- | -------------------------------------------- | ---------- |
| 1     | Slowenien   | N. Znidarcic / V. Debeljak / A. Urankar      | 68,73 Sek. |
| 2     | Frankreich  | P. Graton / P. Jean / M. Barouh              | 69,36 Sek. |
| 3     | Deutschland | F. Hartstein / B. Beerschwenger / B. Barthel | 70,06 Sek. |

#### Einer-Kajak Frauen
| Platz | Land        | Sportler                                | Zeit       |
| ----- | ----------- | --------------------------------------- | ---------- |
| 1     | Tschechien  | M. Satková / A. Paloudova / B. Dimovová | 78,05 Sek. |
| 2     | Frankreich  | C. Bren / C. Le Corvarsier / M. Hostens | 78,37 Sek. |
| 3     | Deutschland | J.-S. Eckert / L. Köstle / S. Füßer     | 78,43 Sek. |

#### Einer-Canadier Männer
| Platz | Land        | Sportler                             | Zeit       |
| ----- | ----------- | ------------------------------------ | ---------- |
| 1     | Tschechien  | O. Rolenc / V. Slanina / M. Rygel    | 75,04 Sek. |
| 2     | Frankreich  | T. Debray / N. Sauteur / L. Lapointe | 76,31 s    |
| 3     | Deutschland | N. Weber / T. Heilinger / J. Sülzer  | 78,52 Sek. |

### Nationenwertung Sprint-Mannschaft
| Platz  | Land        | Gold | Silber | Bronze | Gesamt |
| ------ | ----------- | ---- | ------ | ------ | ------ |
| 1      | Tschechien  | 2    | –      | –      | 2      |
| 2      | Slowenien   | 1    | –      | –      | 1      |
| 3      | Frankreich  | –    | 3      | –      | 3      |
| 4      | Deutschland | –    | –      | 3      | 3      |
| Gesamt | Gesamt      | 3    | 3      | 3      | 9      |